# 潘公凯 (画家)
潘公凯（1947年1月24日—），男，浙江宁海人，中国当代画家。曾任中央美术学院院长，中国美术家协会副主席，全国政协委员。

## 生平
1947年1月24日，出生于浙江宁海县，父亲国画家潘天寿。
1964年8月，入读浙江美院附中。1978年8月，于浙江美院学习国画。1979年11月~1984年11月，任浙江美术学院中国画系教师。
1986年，任中国美术学院学报编辑部主任。1987年，任中国美术学院中国画系主任。
1992年，访问美国加州伯克莱大学东亚研究所。1993年，获美国旧金山美术学院荣誉博士学位。
1994年11月~1996年3月，任中国美术学院研究部主任。1996年4月~2001年5月，任中国美术学院（中国美院）院长、教授、博士生导师。1996年，任中国美术学院院长。2001年6月~2014年，任中国中央美术学院院长、教授、博士生导师。

## 著作
- 论文集:《限制与拓展》
- 专著：《潘天寿评传》、《潘天寿绘画技法解析》
- 主编：《潘天寿书画集》、《现代设计大系》
- 参编：《中国绘画史》

## 艺术成就
潘公凯先生多次在海外（纽约、旧金山、香港、巴黎、联合国教科文组织总部等地）举办大型个展。
- 2011年大型装置作品<融雪>入选 威尼斯双年展中国馆;在澳门艺术博物馆举办个人作品展
- 2010年任上海世博会中国馆展陈设计总监
- 潘公凯先生于为人作画上都深受其父亲潘天寿先生的影响。
- 1991年10月被评为“有特殊贡献知识分子”。